# Pleioblastus maculatus
Pleioblastus maculatus är en gräsart som först beskrevs av Mcclure, och fick sitt nu gällande namn av Cheng De Chu och Chi Son Chao. Pleioblastus maculatus ingår i släktet grenbambu, och familjen gräs. Inga underarter finns listade i Catalogue of Life.